# Św. Jan Chrzciciel (obraz Tycjana)
Św. Jan Chrzciciel − obraz autorstwa renesansowego włoskiego malarza Tycjana. 
Obraz przedstawia Jana Chrzciciela ze swoimi atrybutami: krzyżem i barankiem. W tle pejzaż przypominający ten z obrazów Giorgiona z rzeką w której święty udzielił chrztu Jezusowi. 